# Groot-Brittannië op de Paralympische Winterspelen 2014
Groot-Brittannië was een van de landen die deelnam aan de Paralympische Winterspelen 2014 in Sotsji, Rusland.

## Medailleoverzicht
| Sport           | Paralympiër                            | Onderdeel                            | Medaille |
| --------------- | -------------------------------------- | ------------------------------------ | -------- |
| Alpineskiën     | Kelly Gallagher Gids: Charlotte Evans  | Super G, visueel beperkt (v)         | Goud     |
|                 |                                        |                                      |          |
| Alpineskiën     | Jade Etherington Gids: Caroline Powell | Afdaling, visueel beperkt (v)        | Zilver   |
| Alpineskiën     | Jade Etherington Gids: Caroline Powell | Slalom, visueel beperkt (v)          | Zilver   |
| Alpineskiën     | Jade Etherington Gids: Caroline Powell | Supercombinatie, visueel beperkt (v) | Zilver   |
|                 |                                        |                                      |          |
| Alpineskiën     | Jade Etherington Gids: Caroline Powell | Super G, visueel beperkt (v)         | Brons    |
| Rolstoelcurling | Team                                   | Team, gemengd                        | Brons    |

## Deelnemers en resultaten
Het overzicht van de deelnemers en resultaat per sport volgt.
 (m) = mannen, (v) = vrouwen 

### Alpineskiën
| Paralympiër                            | Onderdeel                            | Resultaat | Prestatie         |
| -------------------------------------- | ------------------------------------ | --------- | ----------------- |
| Michael Brennan                        | Super G, zittend (m)                 | 10e       | 1:30.48           |
| Michael Brennan                        | Slalom, zittend (m)                  | DSQ       | Gediskwalificeerd |
| Michael Brennan                        | Supercombinatie, zittend (m)         | 8e        | 2:40.74           |
| Michael Brennan                        | Reuzenslalom, zittend (m)            | 14e       | 2:44.88           |
| Ben Sneesby                            | Slalom, zittend (m)                  | 11e       | 2:05.30           |
| Ben Sneesby                            | Reuzenslalom, zittend (m)            | DNF       | Niet gefinisht    |
| James Whitley                          | Slalom, staand (m)                   | 15e       | 1:53.43           |
| James Whitley                          | Reuzenslalom, staand (m)             | 14e       | 2:42.78           |
|                                        |                                      |           |                   |
| Jade Etherington Gids: Caroline Powell | Afdaling, visueel beperkt (v)        | Zilver    | 1:34.28           |
| Jade Etherington Gids: Caroline Powell | Super G, visueel beperkt (v)         | Brons     | 1:29.76           |
| Jade Etherington Gids: Caroline Powell | Slalom, visueel beperkt (v)          | Zilver    | 2:01.89           |
| Jade Etherington Gids: Caroline Powell | Supercombinatie, visueel beperkt (v) | Zilver    | 2:28.38           |
| Jade Etherington Gids: Caroline Powell | Reuzenslalom, visueel beperkt (v)    | DNS       | Niet gestart      |
| Kelly Gallagher Gids: Charlotte Evans  | Afdaling, visueel beperkt (v)        | 6e        | 1:37.36           |
| Kelly Gallagher Gids: Charlotte Evans  | Super G, visueel beperkt (v)         | Goud      | 1:28.72           |
| Kelly Gallagher Gids: Charlotte Evans  | Slalom, visueel beperkt (v)          | DNF       | Niet gefinisht    |
| Kelly Gallagher Gids: Charlotte Evans  | Supercombinatie, visueel beperkt (v) | DNF       | Niet gefinisht    |
| Kelly Gallagher Gids: Charlotte Evans  | Reuzenslalom, visueel beperkt (v)    | DNF       | Niet gefinisht    |
| Millie Knight Gids: Rachael Ferrier    | Slalom, visueel beperkt (v)          | 5e        | 2:18.77           |
| Millie Knight Gids: Rachael Ferrier    | Reuzenslalom, visueel beperkt (v)    | 5e        | 3:07.34           |
| Anna Turney                            | Afdaling, zittend (v)                | DNF       | Niet gefinisht    |
| Anna Turney                            | Super G, zittend (v)                 | 4e        | 1:35.27           |
| Anna Turney                            | Slalom, zittend (v)                  | 6e        | 2:28.33           |
| Anna Turney                            | Supercombinatie, zittend (v)         | DNF       | Niet gefinisht    |
| Anna Turney                            | Reuzenslalom, zittend (v)            | 9e        | 3:20.76           |

### Rolstoelcurling
| Paralympiër                                                     | Onderdeel     | Resultaat | Prestatie |
| --------------------------------------------------------------- | ------------- | --------- | --- |
| Gregor Ewan Jim Gault Angie Malone Bob McPherson Aileen Neilson | Team, gemengd | Brons     | Groepsfase: (4e) CAN - GBR: 6 - 3 SWE - GBR: 4 - 6 GBR - KOR: 8 - 4 SVK - GBR: 2 - 12 GBR - FIN: 4 - 13 NOR - GBR: 3 - 7 RUS - GBR: 11 - 2 GBR - USA: 8 - 7 GBR - CHN: 3 - 6 Halve finale: GBR - RUS: 4 - 13 Bronzen finale: GBR - CHN: 7 - 3 |